# Železniční trať Vraňany–Libochovice
Železniční trať Vraňany–Libochovice (v jízdním řádu pro cestující rozdělena do tabulek s čísly 095 a 096) je jednokolejná regionální trať vedoucí z Vraňan přes Straškov do Libochovic. Trať byla uvedena do provozu v roce 1907. Koncesionáři železniční společnosti byli významné osobnosti z regionu. Provozovatelem byly Rakouské státní dráhy (K.k.St.B), vlastníkem byla společnost Místní dráha Libochovice Jenšovice, jež byla zestátněna v roce 1925.
Pravidelná osobní doprava je provozována pouze na úseku Vraňany – Bříza obec. V úseku Bříza obec – Libochovice jezdí pouze sezónní víkendové vlaky dopravce KŽC Doprava, tzv. Podřipský motoráček, které jsou od roku 2016 integrovány do systému DÚK jako turistická linka T5.

## Provoz
S ohledem na sklonové poměry, především u zastávky Mšené Lázně, bylo rozhodnuto ve prospěch čtyřspřežních strojů řady 178 (později u ČSD 422.0). Společnost zakoupila dva stroje s čísly 178.48 (422.024) a 178.025 (422.025). Kromě číselného označení nesl druhý z nich i jméno „Arcivévoda Karel“. Ten je v současné době v majetku Národního technického muzea v Praze. Kromě zmíněných lokomotiv byla získána i další vozidla. Nejprve v roce 1907 došlo k zakoupení pěti plošinových dvounápravových vozů od firmy Ringhoffer. Ještě v témž roce dodal stejný podnik 54 dalších vozů různých řad a 5 plošinových vozíků do firmy Bratři Prášilové a spol. Následujícího roku dodala firma Wohanka velocipédovou drezinu. Z některých pramenů vyplývá, že místní dráha vlastnila i lokomotivy 97.205 (310.0101) a 97.206 (310.0102). Zajímavostí je, že ke každému vozidlu koncesionáři zakoupili sadu náhradních dvojkolí a pro jejich možnou výměnu i speciální zvedáky

## Zajímavá data z historie tratě
- 1931 byly na trati zavedeny motorové vozy a po šestileté přestávce znovu obnoven provoz výpravčích ve stanici Libochovice a zrušena dálkově řízená doprava z Loun a Vraňan
- 8. dubna 1931 byla zvýšena traťová rychlost na trati Libochovice–Vraňany z 30 km/hod na 40 km/hod
- 15. května 1934 byla úplně oddělena osobní doprava od nákladní a zrušeny smíšené vlaky. Nákladní vlak jezdil jednou denně, byly zavedeny přímé vlaky Libochovice – Vraňany – Praha Masarykovo nádraží
- 24. dubna 1935 byl poprvé zaveden z Loun zvláštní vlak na Řipskou pouť
- 17. října 1997 došlo k čelní srážce motorových osobních vlaků u obce Mšené Lázně, 18 osob bylo zraněno.

## Doba nedávná až současnost

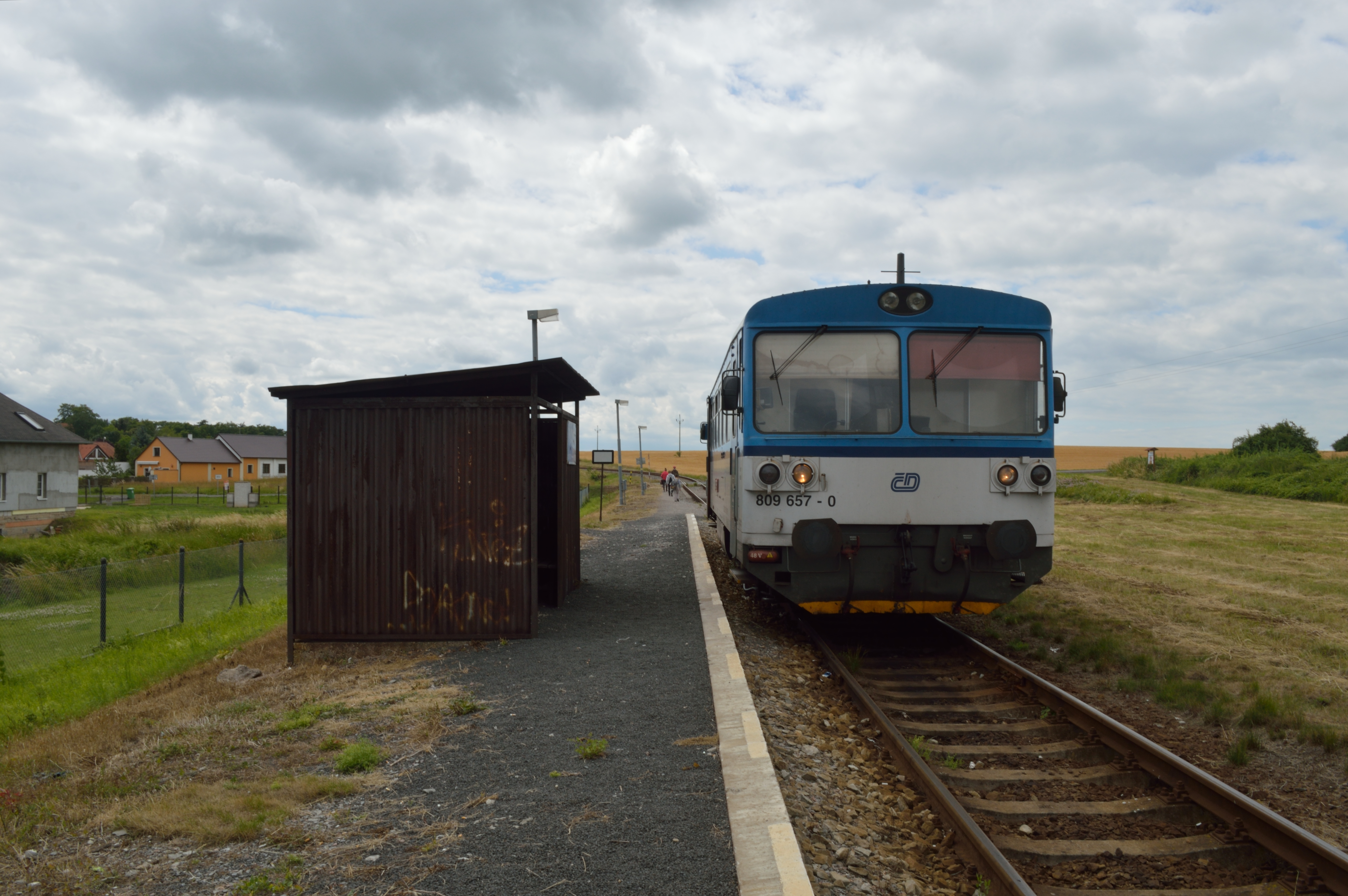
Bříza obec

K novému jízdnímu řádu od 1. června 1985 byla zastavena doprava na trati Libochovice–Straškov pro nevyhovující stav svršku. Na trati byla zavedena náhradní autobusová doprava a všechny vlaky byly zrušeny bez náhrady. Dne 8. dubna 1986 zahájila TD Kralupy trhání kolejových polí v úseku Libochovice–Straškov. Zároveň byly zahájeny práce na generální rekonstrukci celé tratě, která se však nakonec konala v menším měřítku, než bylo původně zamýšleno. Zahájení vlakové dopravy bylo předpokládáno k 1. červenci 1987, ale již v redukované podobě oproti dřívějším jízdním řádům. Osobní vlaky se na trať po ukončení rekonstrukce vrátily, ale již v redukovaném počtu.
Po roce 1990 došlo k dalším redukcím jak vlakových spojů, tak i počtu pracovníků. Poslední větší oprava trati proběhla v červenci 2006, kdy během 14denní výluky došlo k opravě dvou mostů přes řeku Ohři, vytrhání manipulační a dopravní koleje ve stanici Mšené Lázně a k podbití podloží mezi Libochovicemi a Mšenými Lázněmi.
S novým jízdním řádem, platným od 10. prosince 2006 Ústecký kraj neobjednal osobní dopravu na trati Straškov–Libochovice, a tím došlo po necelých 100 letech provozu k ukončení pravidelné osobní dopravy. Osobní doprava zůstala pro GVD 2006/2007 pouze v úseku Vraňany–Straškov, od jízdního řádu 2007/2008 po současnost jsou pak některé osobní vlaky prodlouženy do zastávky Račiněves, dnes Bříza obec. Nákladní doprava na úseku trati Vraňany–Straškov prakticky neexistuje, nicméně tento úsek slouží jako alternativní odklonová trasa v případě nesjízdnosti prvního železničního koridoru z Prahy do Děčína či tratě 110 Kralupy nad Vltavou – Most. Příkladem může být poslední případ, kdy v březnu 2007 byl po nehodě rychlíku a osobního auta u Vraňan nesjízdný koridorový úsek Vraňany – Roudnice nad Labem. V druhé části trasy ze Straškova do Libochovic v současné době nákladní doprava neexistuje a na trati se příležitostně objevují zvláštní vlaky. V roce 2010 v rámci úspor bylo oznámeno zrušení některých regionálních tratí, mezi nimi i trati Vraňany–Račiněves.
SŽDC v roce 2010 požádala o zrušení trati. 16. prosince 2010 však požádala o přerušení řízení, protože KŽC s. r. o. vyjádřila zájem o převzetí úseku Libochovice–Straškov. Ministerstvo dopravy 29. prosince 2010 přerušilo řízení na 180 dní a SŽDC hodlalo vyhlásit výběrové řízení na odkoupení předmětného úseku. Od roku 2011 je zde pravidelný provoz pouze v letních měsících o víkendech Podřipským motoráčkem.

## Navazující tratě

### Vraňany
- Trať 090 Praha – Kralupy nad Vltavou – Vraňany – Ústí nad Labem – Děčín
- Trať 094 Vraňany – Lužec nad Vltavou

### Straškov
- Trať 095/096 Roudnice nad Labem – Straškov – Zlonice

### Libochovice
- Trať 114 Lovosice – Libochovice – Louny

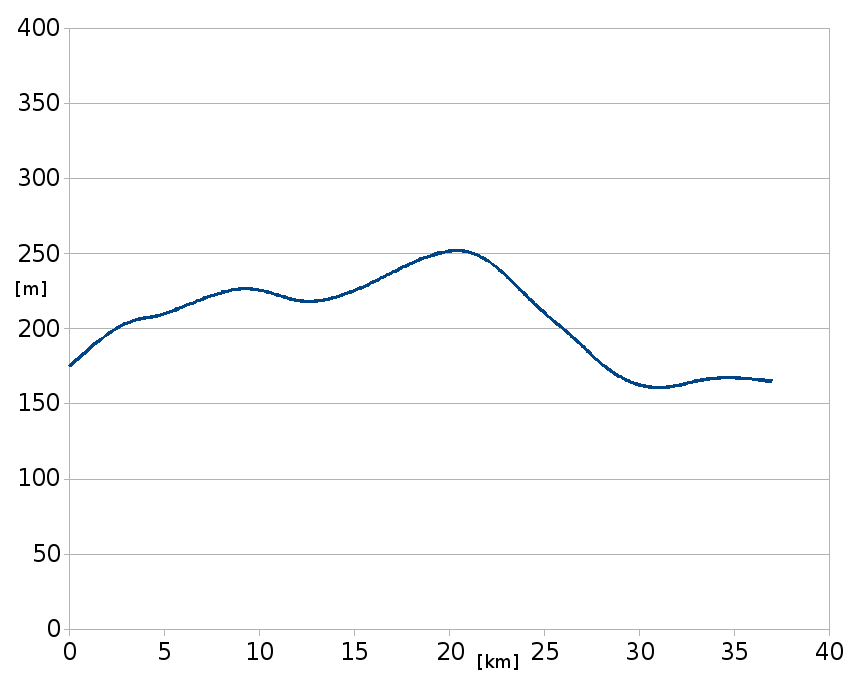
Výškový profil trati ve směru od Vraňan do Libochovic